# More and More (Jerome-Kern-Komposition)
More and More ist ein Song von Jerome Kern (Musik) und Yip Harburg (Text), der 1944 veröffentlicht wurde.
Kern und Harburg schrieben More and More für den Film Das Lied des goldenen Westens (Originaltitel: Can’t Help Singing. 1944) unter der Regie von Frank Ryan, mit Deanna Durbin, Robert Paige und Akim Tamiroff in den Hauptrollen. Die Sopranistin Deanna Durbin stellt das Lied in dem Film vor; am Ende des Films singen Durbin und Paige More and More im Rahmen eines Medleys (mit den Songs Californ-i-ay und Can’t Help Singing). Das Lied More and More erhielt 1946 eine Oscar-Nominierung in der Kategorie Bester Song.

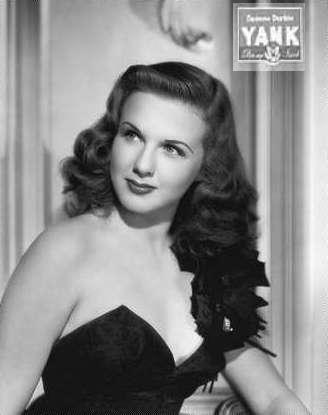
Deanna Durbin 1945 auf dem Titelbild des Magazins Yank

Deanna Durbins Studioversion des Lieds More and More, begleitet vom Edgar Fairchild Orchestra, erschien auf Brunswick 03570, gekoppelt mit Any Moment Now, später auf dem Coral-Album  Can’t Help Singing. Bereits 1944 entstanden erste Coverversionen des Songs in Aufnahmen der Swing-Orchester von Frankie Carle, George Paxton, Jimmy und Tommy Dorsey, dessen Version (Gesang: Bonnie Lou Williams; Victor 20-1614) auf #10 der US-Hitparaden kam. 1945/46 nahmen auch Mildred Bailey, Anita Ellis, Charlie Barnet, Glenn Miller und Benny Goodman den Filmsong auf; in den 1950er-Jahren interpretierten ihn u. a. Perry Como, Lionel Hampton, Johnny Duncan und die Dukes of Dixieland.